# Robert und Bertram (1915)
Robert und Bertram ist ein deutsches Stummfilm-Lustspiel von Max Mack nach der gleichnamigen Posse (1856) von Gustav Raeder. Neben Eugen Burg und Ferdinand Bonn in den Titelrollen spielt auch der junge Ernst Lubitsch.

## Handlung
Erzählt wird die bekannte, heitere Geschichte von den zwei gutmütigen Landstreichern Robert und Bertram, die aus einem Gefängnisturm entfliehen und anschließend durch die Lande ziehen. Bei ihrem Aufenthalt in Rothenburg ob der Tauber amüsieren sie mit ihren lustigen Einfällen und Späßen die Bevölkerung und halten die örtliche Ordnungsmacht auf Trab. Doch foppen die beiden nicht nur die Mitmenschen, das liederliche Duo versteht sich auch prächtig im Schnorren und kann so die eine oder andere Mahlzeit ergaunern. Dabei arbeiten Robert und Bertram perfekt einander zu, etwa wenn Robert vorgibt, starke Zahnschmerzen zu besitzen und Bertram den Wunderheiler gibt, der mit seinen speziellen „Heilpillen“, die nichts anderes sind als zusammengerollte Brotkügelchen, den Leidenden von seiner Qual befreit. Im letzten Akt hat Ernst Lubitsch einen amüsanten Auftritt als gewiefter Kommis Edelstein, der die beiden Landstreicher und Lebenskünstler, die sich als Gäste eines Kommerzialrats in dessen Haus breit gemacht haben, als Gauner entlarvt, um seine Liebste zu beeindrucken.

## Produktionsnotizen
Robert und Bertram, auch unter dem Langtitel Robert und Bertram, die lustigen Vagabunden geführt, wurde wohl Mitte 1915 in Rothenburg ob der Tauber (Außenaufnahmen) gedreht, das den optisch reizvollen Rahmen der heiteren Provinzposse bildet. Die Studiosequenzen entstanden im Union-Atelier in Berlin-Tempelhof. Die Uraufführung des für die Jugend freigegebenen Dreiakters erfolgte am 12. August 1915 im U.T. Nollendorfplatz in Berlin. Kurz darauf lief das 843 Meter kurze Lustspiel auch in Österreich-Ungarn an.
Bei dieser Verfilmung handelte es sich um die erste einer Reihe von Robert und Bertram-Adaptionen.

## Rezeption
„Alle lustigen und heiteren Gaunereien der beiden Vagabunden kommen auch im Film (mit einigen Varianten) ganz gut zur Geltung. Besonders wirksam wird die harmlose Komödie durch das Mitwirken erster Schauspieler, wie zum Beispiel Eugen Burg als Robert und Ferdinand Bonn als Bertram, sowie Wilhelm Diegelmann, G. Beaupaire und Ernst Lubitsch, sowie durch die landschaftlich wirklich schönen Bilder aus dem alten Städtchen Rothenburg a. d. T., wo das Stück gestellt wurde. Nicht zuletzt verdankt dieses neue Erzeugnis der Filmkunst eine erfolgreiche Aufnahme der geschickten Regie des Herrn M. Mack.“

„Raders lustige Vagabundenposse bewahrt auch im Film ihre unverwüstliche Kraft, ja, sie hat in mancher Beziehung dadurch sogar noch gewonnen, daß man sie auf die Leinwand warf. Für die Streiche dieser beiden lustigen Vertreter der Gaunerzunft bietet der Film … ganz andere Möglichkeiten als die Bühne. (…) Die Darsteller spielten mit echtem Humor.“

„Die Streiche der lustigen beiden Vagabunden treten im Film drastisch hervor, und der Regisseur Max Mack hat es verstanden, die teilweise akrobatischen Künste von Robert und Bertram in hübsche, wirksame Humore umzusetzen. Schöne Landschaftsbilder – die altertümliche Pracht von Rothenburg ob der Tauber – geben den reizvollen Rahmen der bunten Handlung, die in vier Akten vorüberflirrt. Sogar ein Fesselballon fehlt nicht.“

„Man muß sich eigentlich wundern, daß „Robert und Bertram“ bis jetzt noch nicht auf die Filmbühne gestellt worden sind... Der Versuch ist gleich, wie es eben die moderne Kinematographie verlangt, mit ganz gewaltigen Mitteln erfolgt, die besten Vertreter deutschen Humors, Ferdinand Bonn und Eugen Burg mimen die Titelhelden…“